# Маріке Вестергоф
Маріке Вестергоф (нід. Marieke Westerhof, 14 серпня 1974) — нідерландська академічна веслувальниця.
Срібна призерка Олімпійських Ігор 2000 року в складі вісімки, учасниця 1996 року.